# Актума (Саркандський район)
Акту́ма (каз. Ақтума) — село у складі Саркандського району Жетисуської області Казахстану. Входить до складу Черкаського сільського округу.
Населення — 694 особи (2021; 852 у 2009, 1001 у 1999, 1676 у 1989).
До 2018 року село називалось Петропавловка.